# Méntor (mitología)

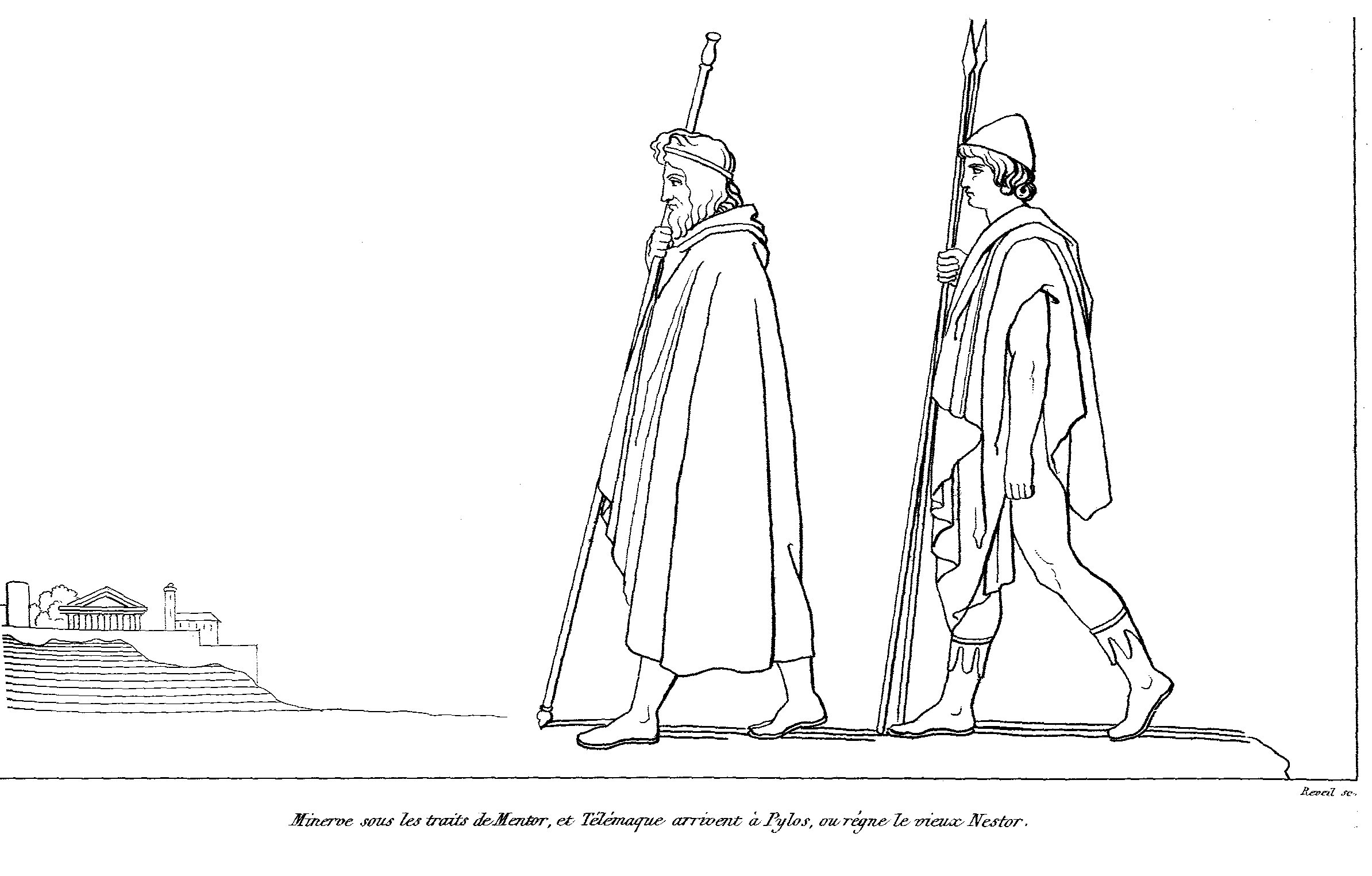
Ilustración de John Flaxman para una edición de 1810 de la Odisea: Transfigurada como Méntor, Atenea lleva a Telémaco hasta Pilos, la ciudad de Néstor.

En la mitología griega, Méntor (en griego: Μέντωρ Méntōr), hijo de Álcimo, es un amigo de Odiseo. 
En la Odisea, al partir el héroe para Troya, encomendó al fiel Méntor sus intereses en Ítaca y la educación de su hijo Telémaco. 
La diosa Atenea adoptó la apariencia de Méntor para acompañar a Telémaco en su viaje en busca de Odiseo o de noticias sobre él a la corte de Néstor, en Pilos. Volvió a adoptar Atenea la apariencia de Méntor al regresar Odiseo a Ítaca.

## En la literatura

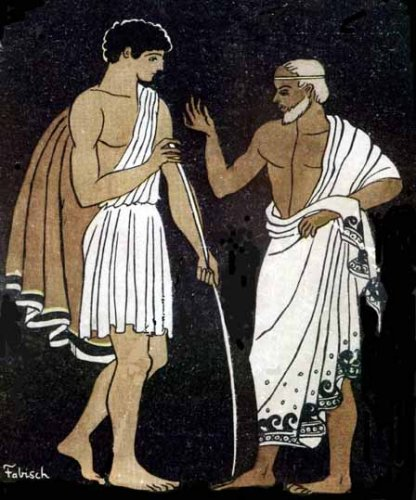
Ilustración para Las aventuras de Telémaco, de Fénelon.

- En la Odisea, Méntor mismo aparece brevemente en el Canto II.

- Fénelon escribió en 1699 la obra Las aventuras de Telémaco, destinada a la formación del nieto de Luis XIV: el duque de Borgoña. En esta obra se le concede a Méntor un sitio privilegiado como pedagogo por excelencia, que sirve de guía al hijo de Odiseo. Esta obra fue muy popular en la Francia del siglo XVIII.

- En su novela El crimen del padre Amaro (1875), Eça de Queirós alude a la «prudencia de Méntor» combinada con la «juventud de Telémaco» como virtudes que se aprecian en el personaje del padre Amaro Vieira.

## En la lengua
El nombre de este personaje ha pasado a la lengua como un nombre común, mentor, con el significado de consejero sabio y experimentado, o como preceptor y guía de una persona joven. Así, se dice que Aristóteles fue el mentor de Alejandro Magno.
La misma palabra existe también con el mismo significado en varios otros idiomas, incluyendo mentor en portugués, inglés, y alemán, מענטאָר en yidis, մենտոր en armenio, y la obsoleta ментор en ruso.